# 91607 Delaboudinière
91607 Delaboudinière è un asteroide della fascia principale. Scoperto nel 1999, presenta un'orbita caratterizzata da un semiasse maggiore pari a 2,9648408 au e da un'eccentricità di 0,1141648, inclinata di 2,48579° rispetto all'eclittica.
L'asteroide era stato inizialmente battezzato 91607 Delaboudiniere per poi essere corretto nella denominazione attuale.
L'asteroide è dedicato all'astronomo francese Jean-Pierre Delaboudinière.